# دانشگاه آدلاید
دانشگاه آدلاید (به انگلیسی: University of Adelaide) یک دانشگاه تحقیقاتی دولتی در آدلاید واقع در جنوب استرالیا است که در سال ۱۸۷۴ میلادی بنیان‌نهاده شد و سومین دانشگاه استرالیا از نظر قدمت است.
پنج نفر از برندگان جایزه نوبل در این دانشگاه حضور داشتند. این دانشگاه عضو ’’گروه هشت (دانشگاه‌های استرالیا)’’ و ’’دانشگاه‌های سندستون’’ نیز می‌باشد.
محوطه اصلی دانشگاه در مرکز شهر آدلاید و در نزدیکی موزه قرار دارد. دانشگاه آدلاید ۴ پردیس دارد، سه پردیس در استرالیای جنوبی و یکی در ملبورن.
منصور غلامی، وزیر علوم و رئیس سابق دانشگاه بوعلی سینا ، فارغ التحصیل مقطع دکتری از دانشگاه آدلاید است.

## تاریخچه
دانشگاه آدلاید در تاریخ ۶ نوامبر ۱۸۷۴ به واسطه بخشش £۲۰٬۰۰۰ گاوچران و معدن داری به نام والتر واتسون هیوز تأسیس شد و اولین مدرکی که این دانشگاه ارائه داد مدرک کارشناسی هنر بود.

## رنکینگ
در رتبه‌بندی سال ۲۰۱۱ دانشگاه‌ها (QS) دانشگاه آدلاید در رتبه ۹۲ قرار دارد که هشتمین دانشگاه برتر استرالیاست. در رتبه‌بندی سال ۲۰۱۰ این مؤسسه، دانشگاه آدلاید استرالیا در رتبه ۱۰۳، و در سال ۲۰۰۹ در رتبه ۸۱ قرار داشت.

## نگارخانه

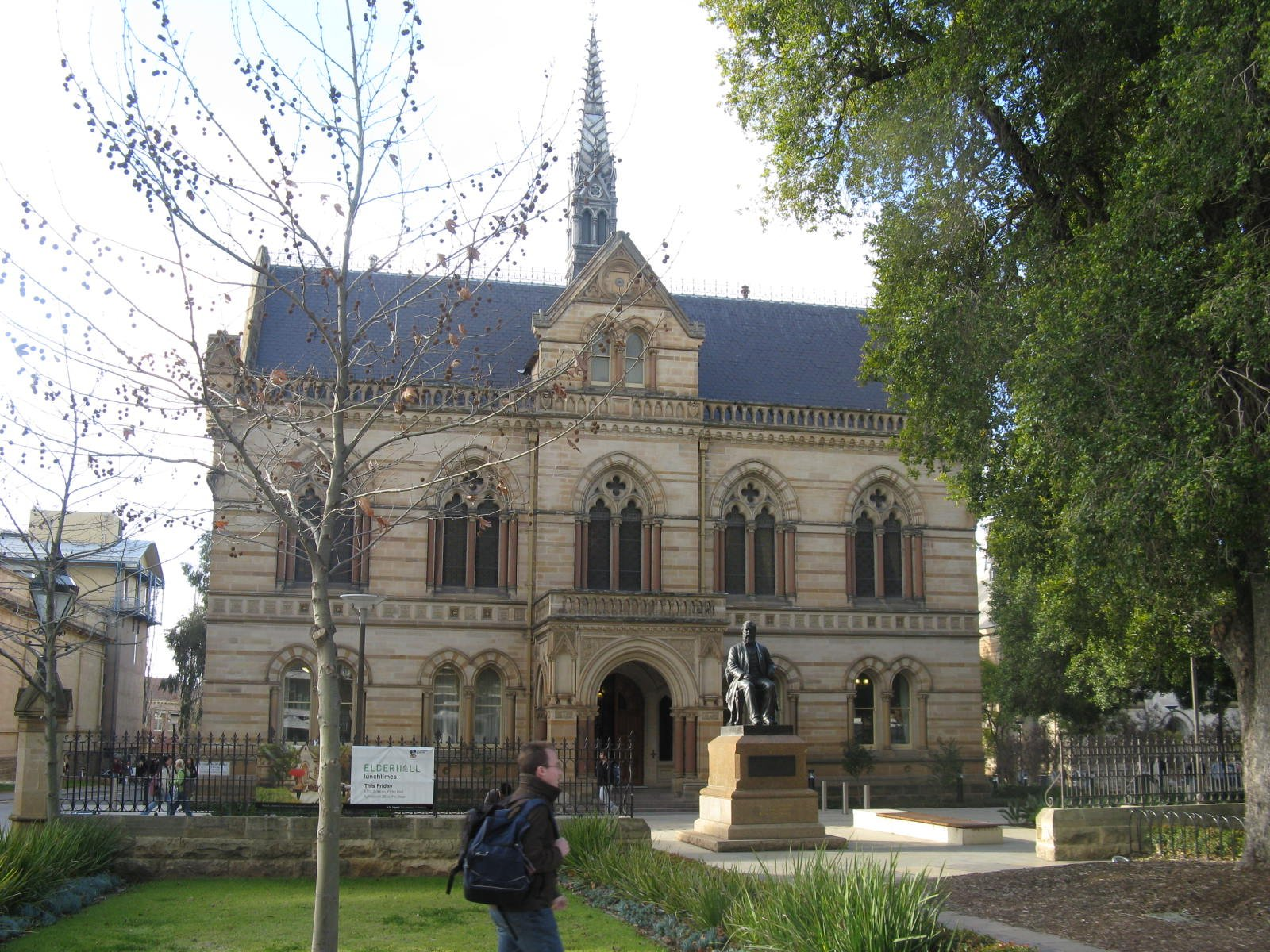
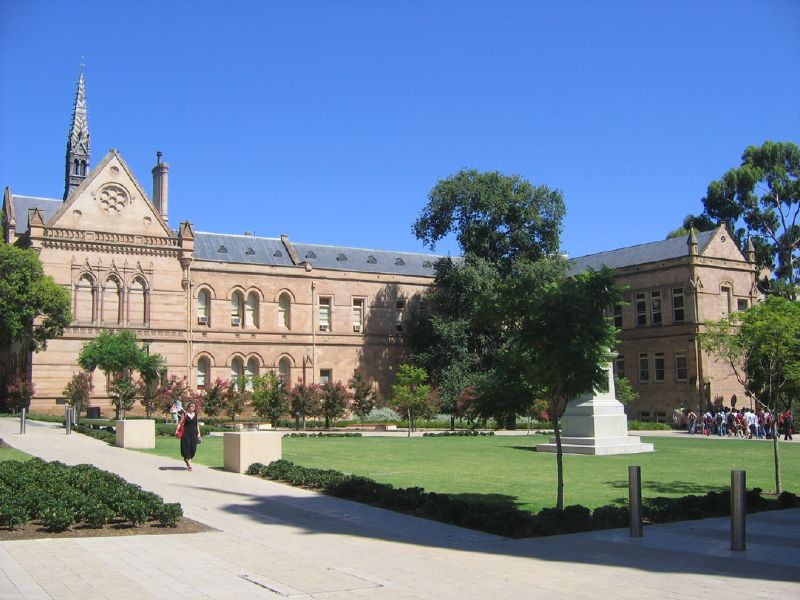
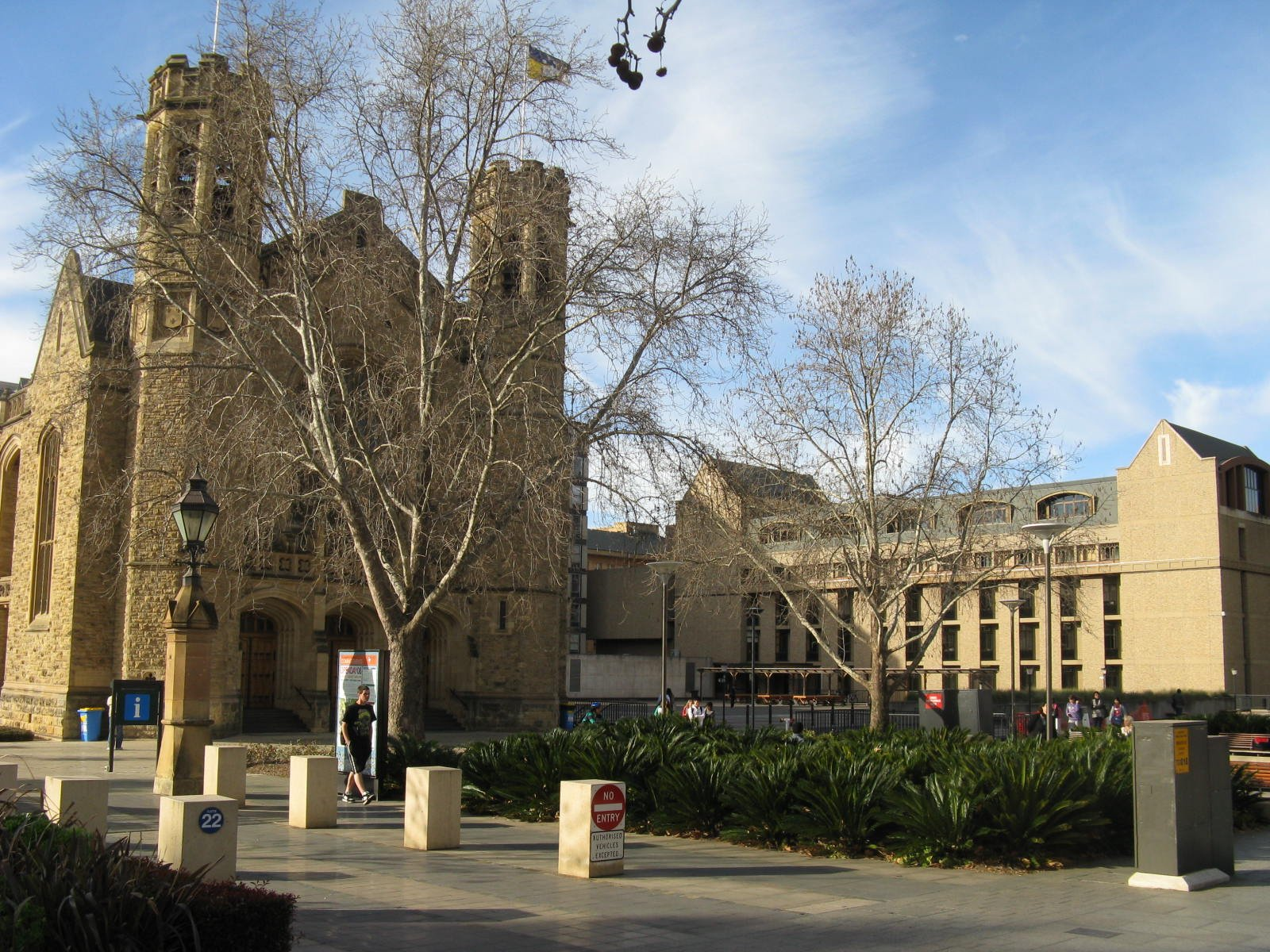
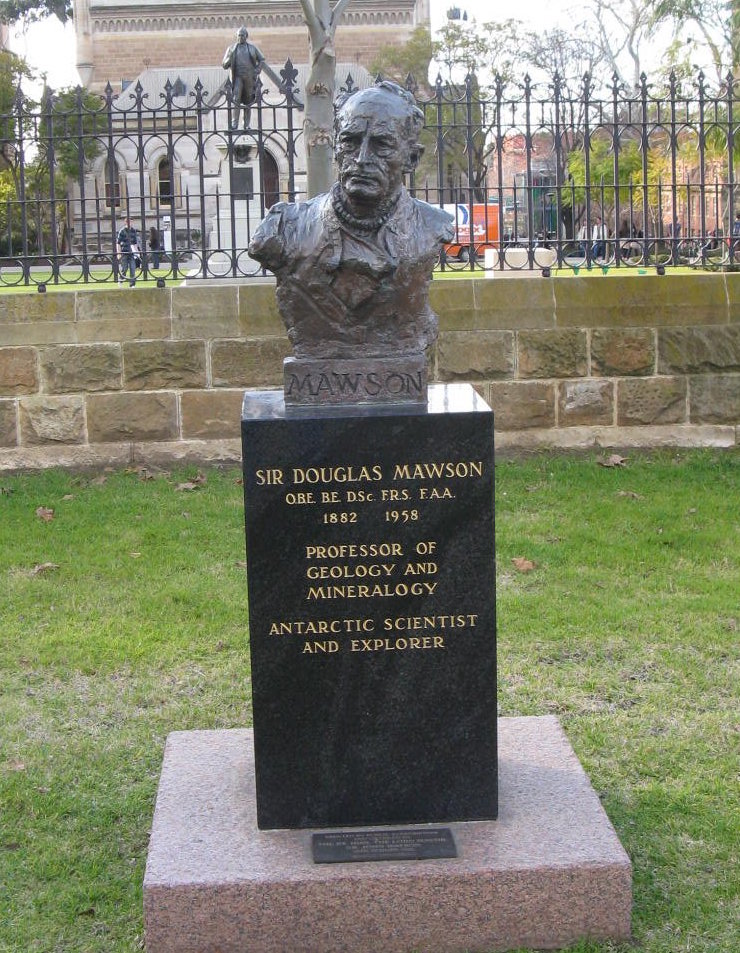
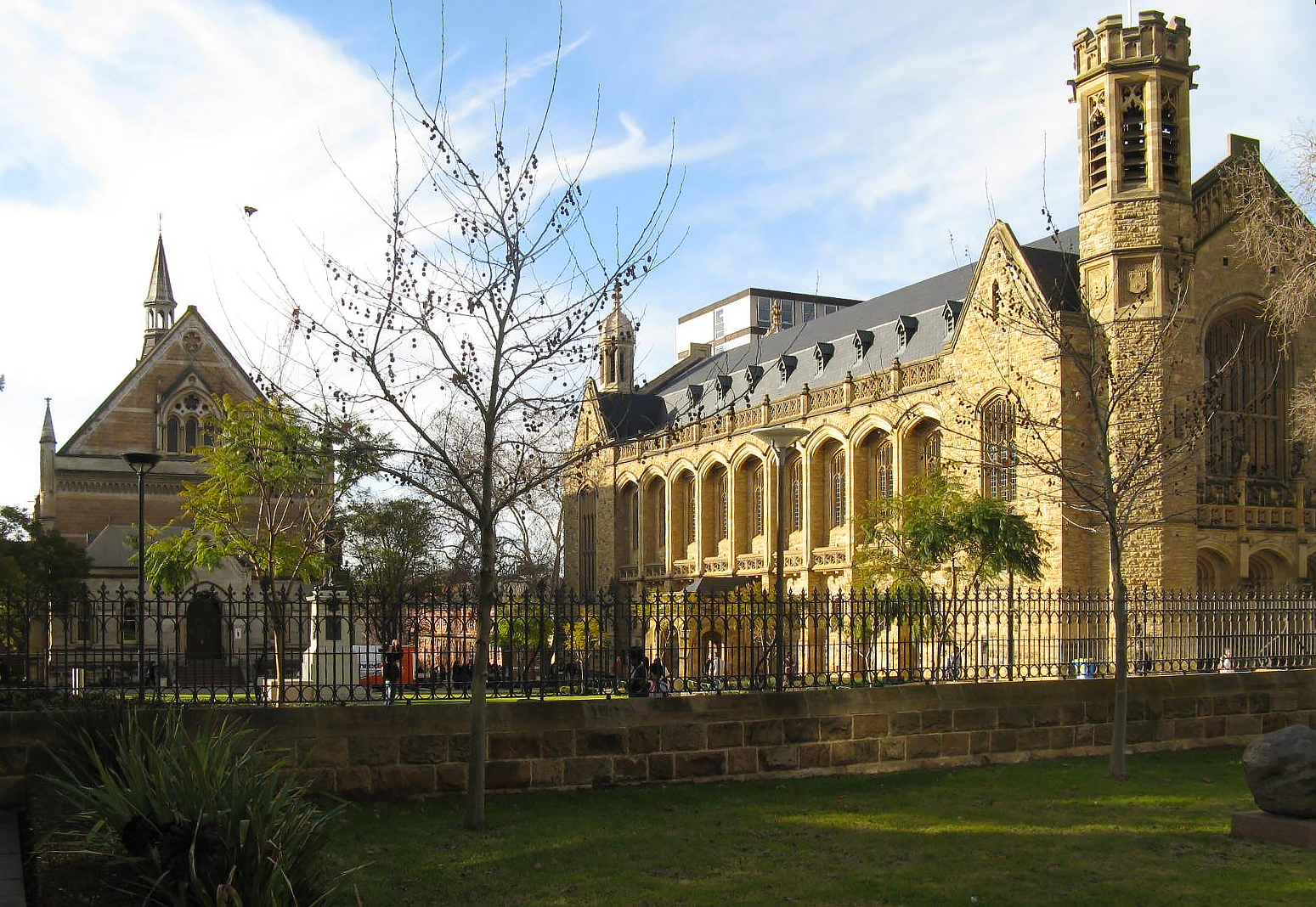
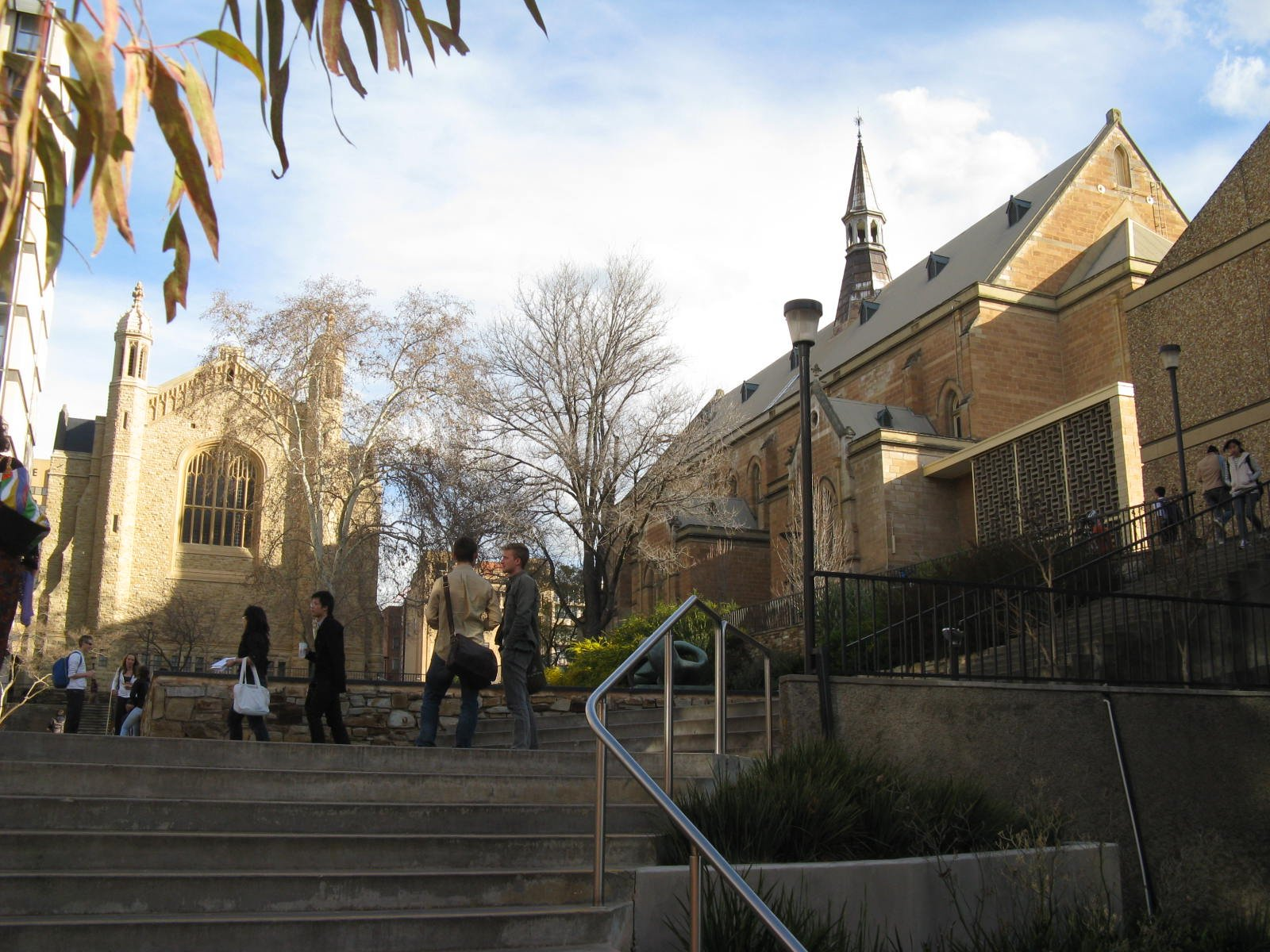
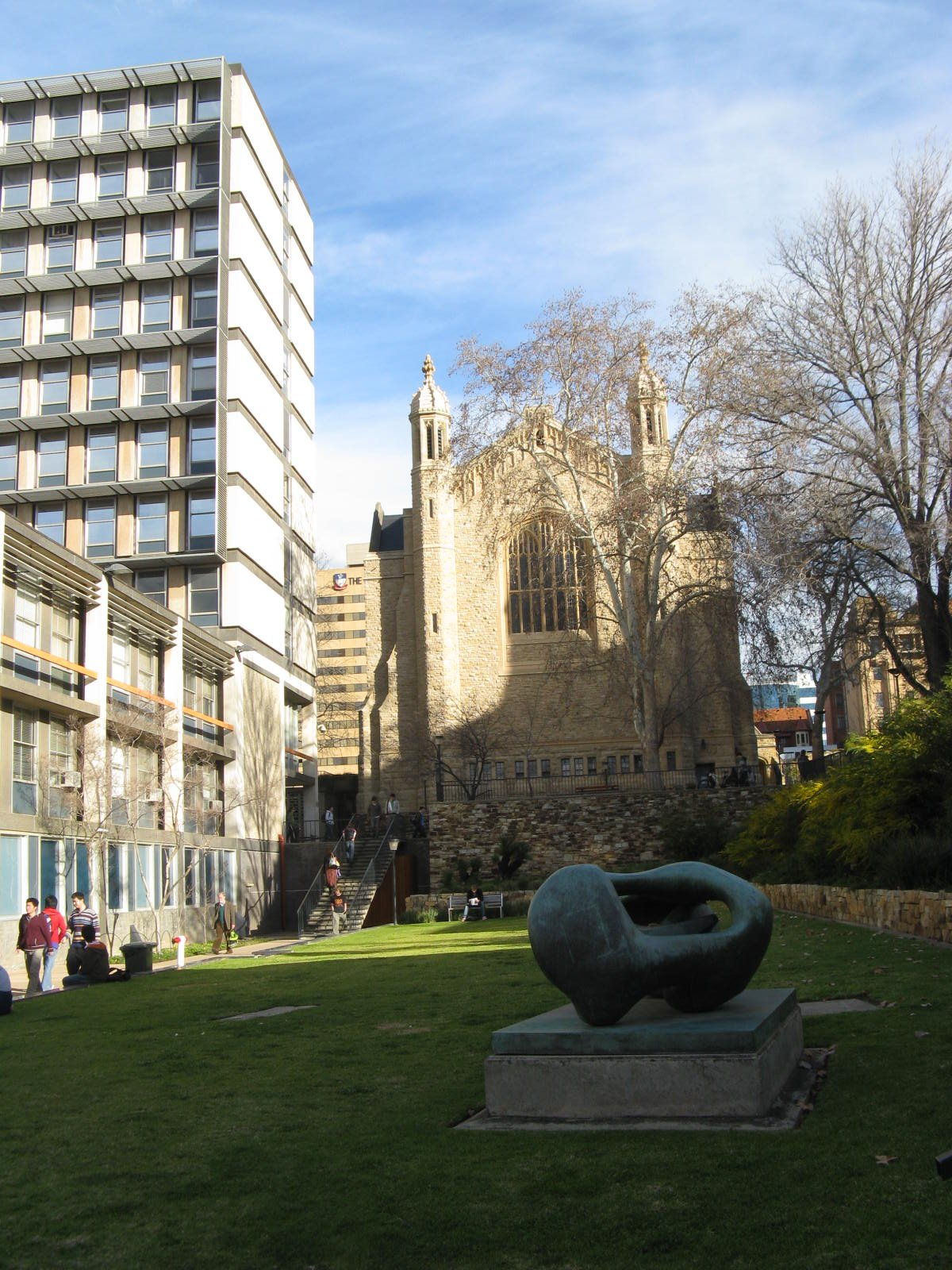
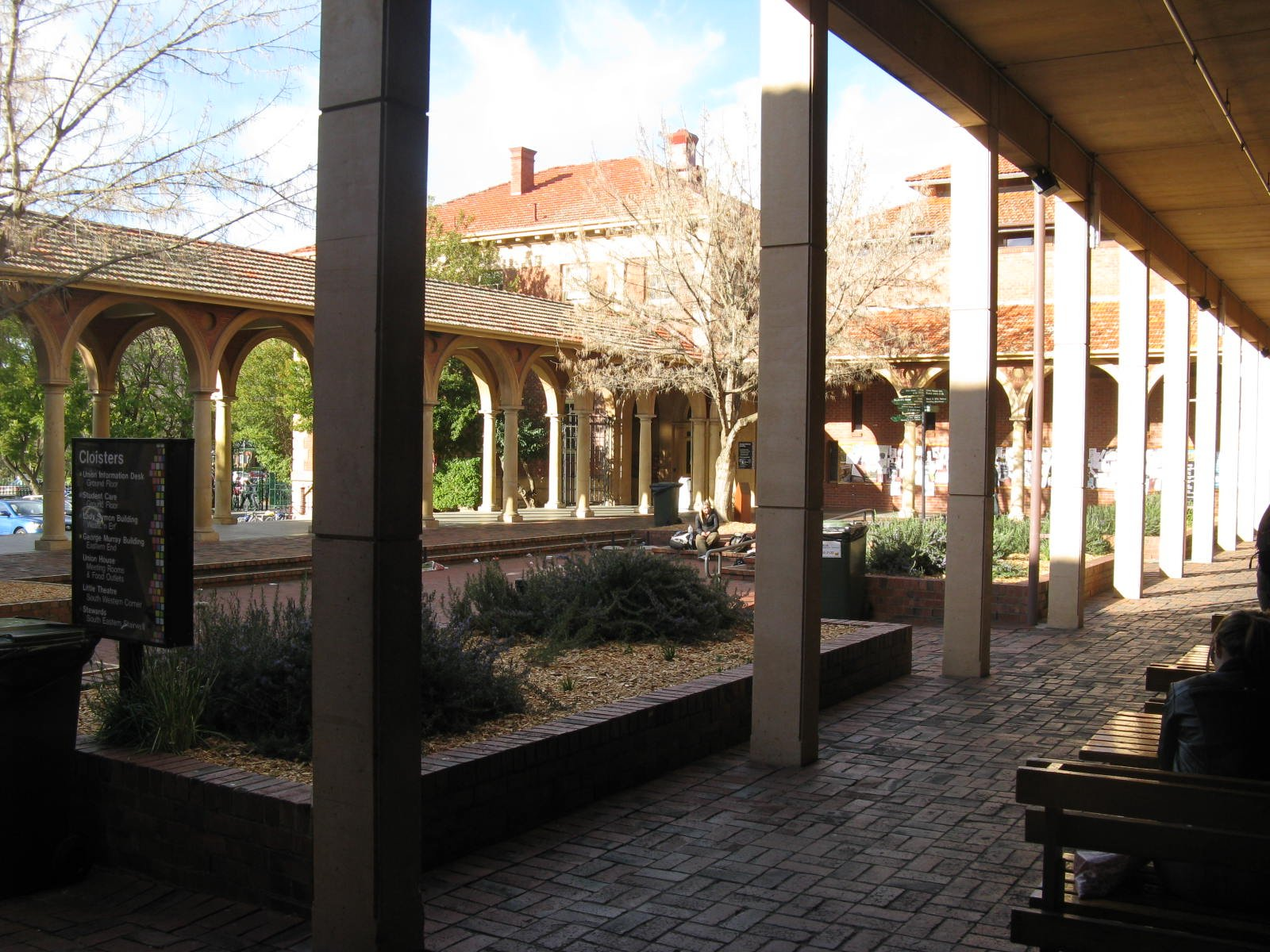
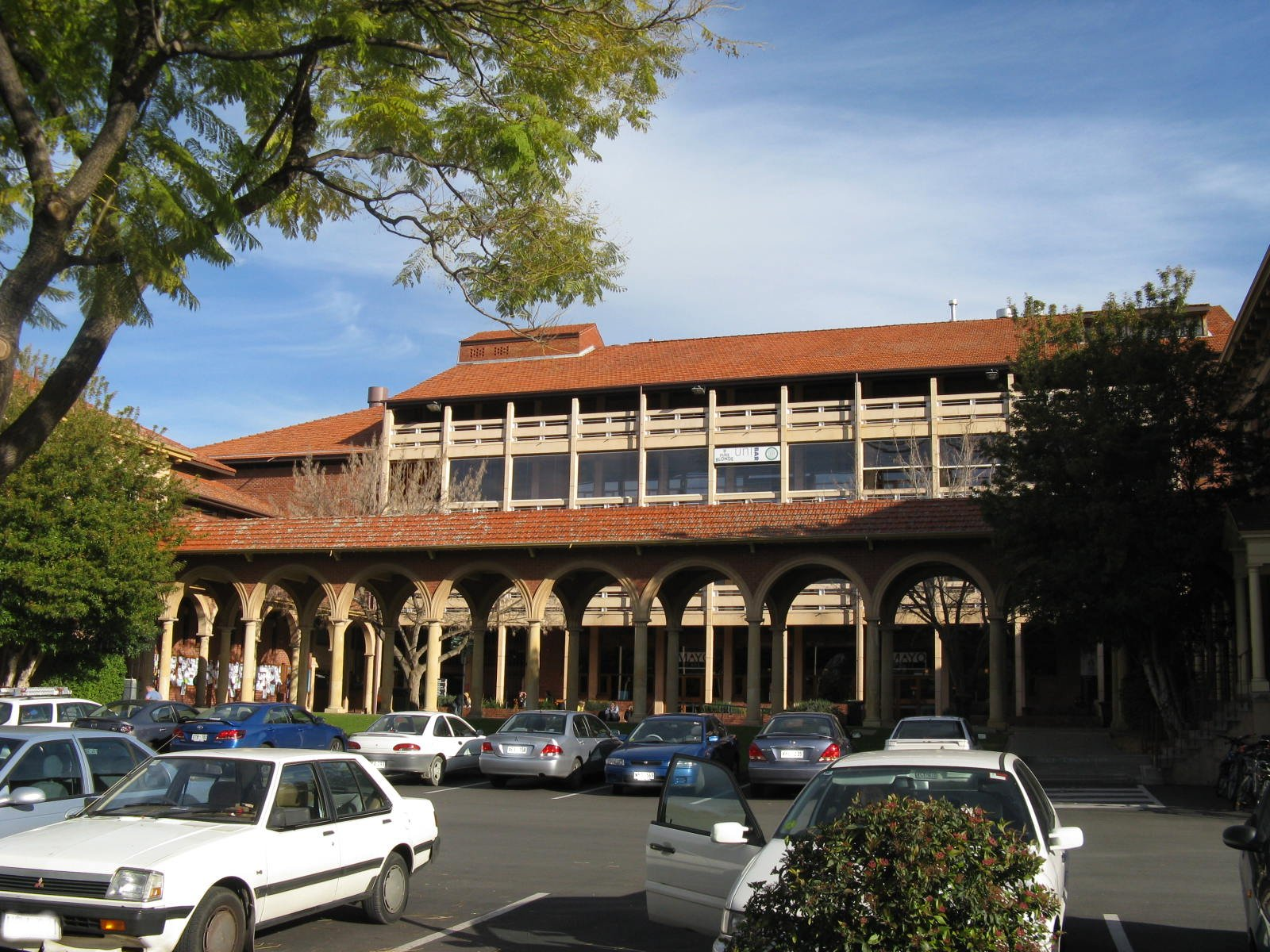
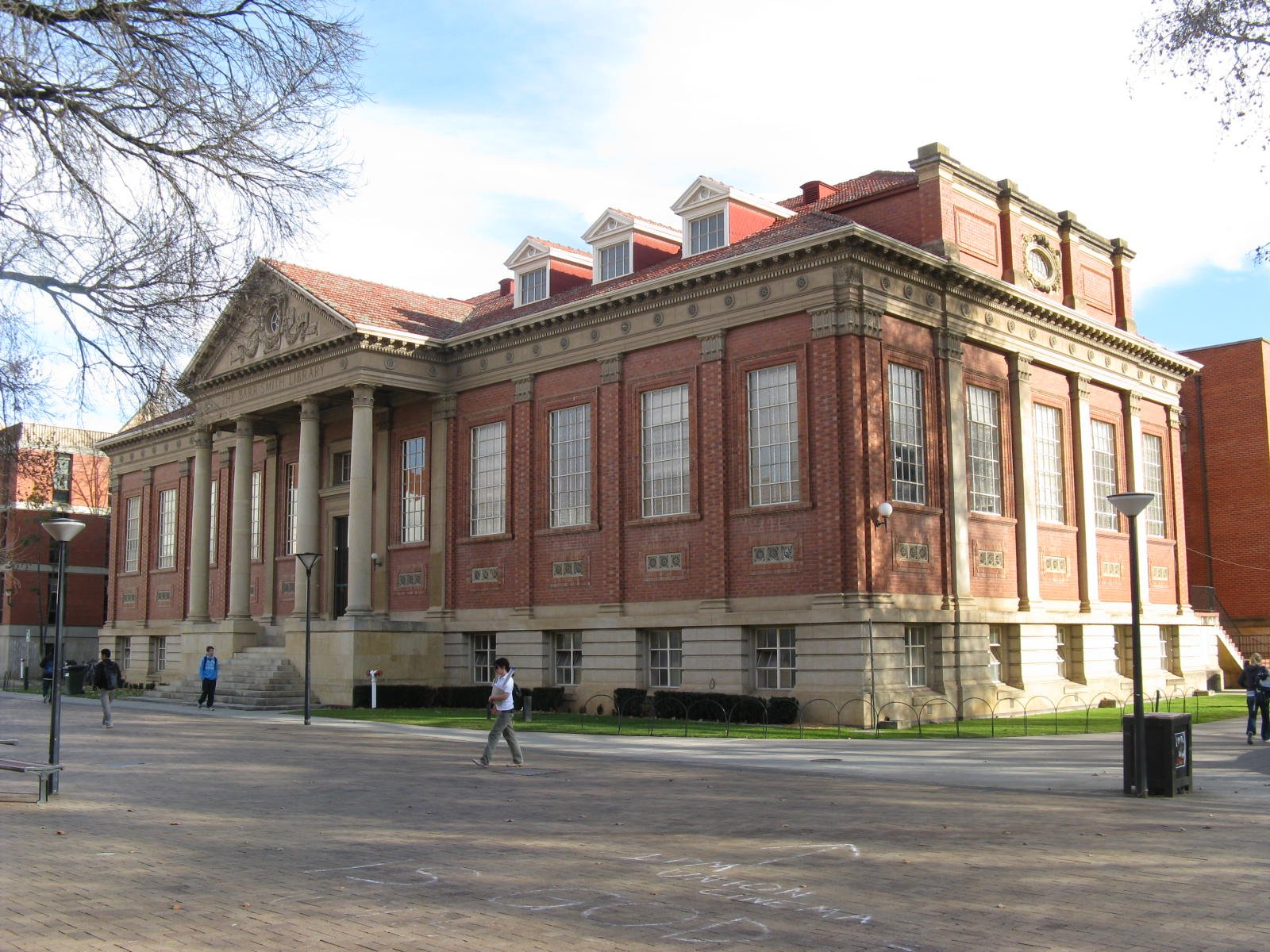
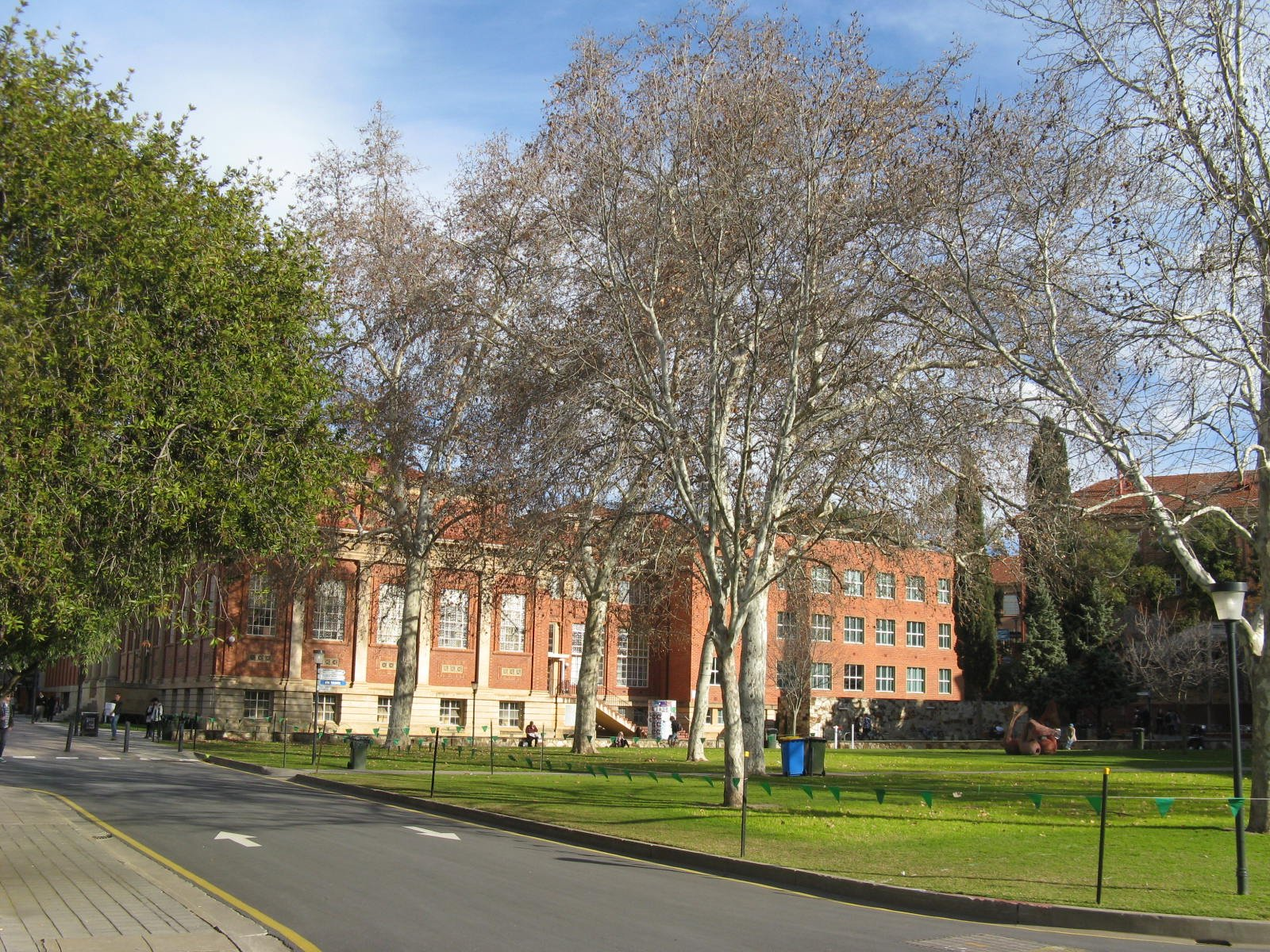
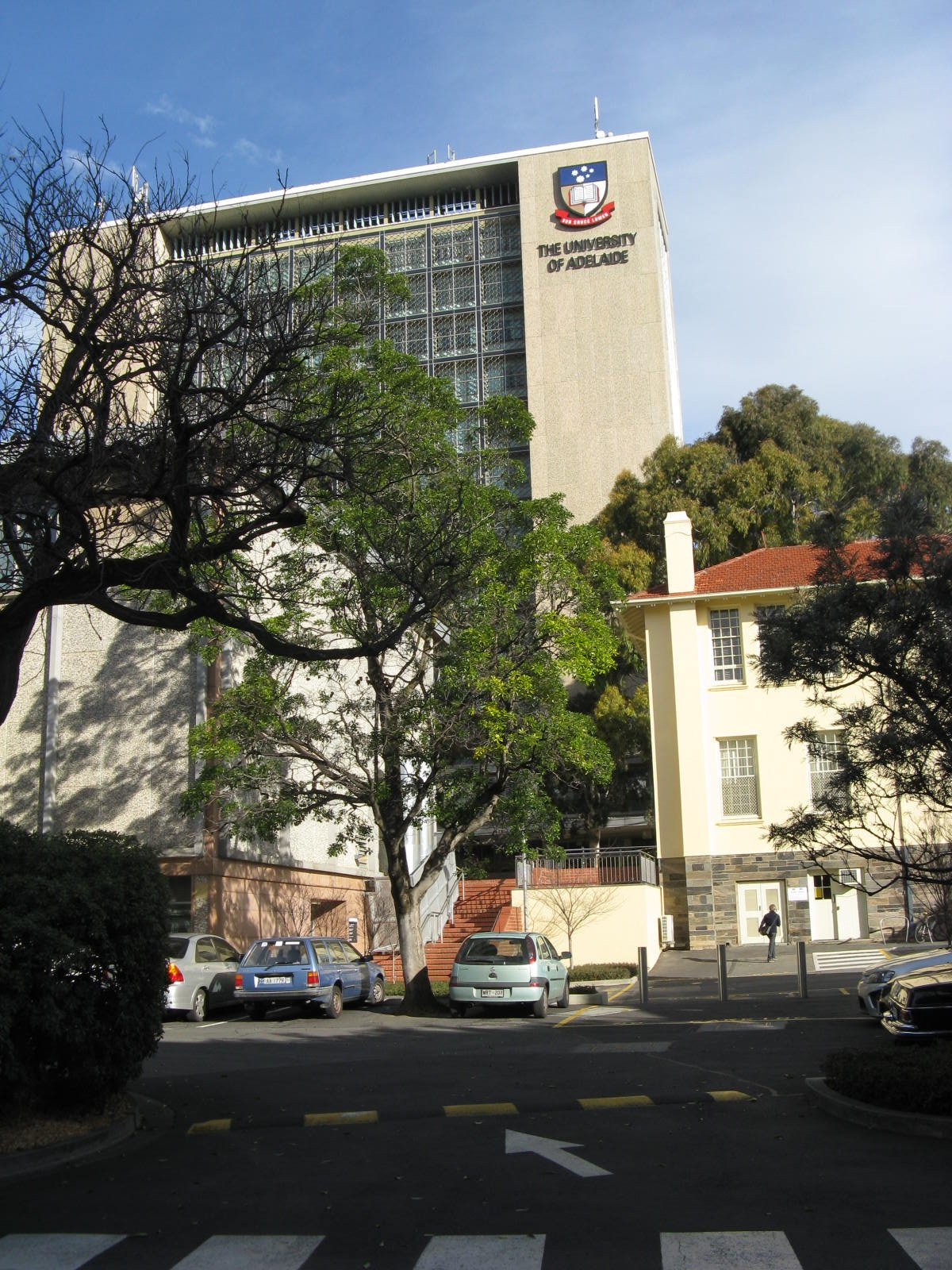

## استادان برجسته
- جان ماکسول کوتسی
- گیلعاد زاکرمن